# Ябланица (река)
Вижте пояснителната страница за други значения на Ябланица.
Ябланица е река в Западна България, Пернишка област, община Трън, десен приток на река Ерма. Дължината ѝ е 25 km.
Реката извира на около 1,2 km северозападно от връх Любаш (1398 м), най-високата точка на планината Любаш, на 1114 m н.в. под името Клисура. В най-горното си течение има югоизточно направление, на 0,8 km северно от село Ребро, завива на северозапад, като в нея отляво и отдясно се вливат множество малки рекички, стичащи се от североизточните склонове на планината Стража и югозападните склонове на Завалска планина. Преди село Банкя образува живописен пролом. Влива се отдясно в река Ерма на 614 m н.в., като от село Банкя до устието си (около 1,5 km) служи за граница между България и Сърбия.
Площта на водосборния басейн на Ябланица е 140 km2, като най-южните му части навлизат в община Брезник.
По течението на реката са разположени селата: Лялинци, Мракетинци, Филиповци и Банкя.
Част от водите на реката се използват за напояване. На протежение около 11 km, покрай десният ѝ бряг преминава второкласен път № 63 от Брезник за Трън.

## Топографска карта
- Лист от карта K-34-46. Мащаб: 1 : 100 000.